# Sherpi Kangri
El Sherpi Kangri es una montaña de 7.380 m s. n. m., perteneciente a las montañas Saltoro, una sección de la gran Cordillera del Karakórum que se encuentra en la región de Siachen, en Gilgit-Baltistán. Se encuentra 5 km al sur del Ghent Kangri (7.380 m) y 10 km al noroeste del Saltoro Kangri (7.742 m), muy cerca de la Línea de control que separa las zonas controladas por los ejércitos indio y pakistaní en Cachemira.

## Ascensiones
La remota situación de las montañas Saltoro y el largo conflicto militar que vive la zona ha hecho que la montaña no haya recibido el interés de los alpinistas. No fue hasta el 1975 cuando una expedición británica intentó, sin suerte, hacer su cumbre por primera vez. En 1976 sí que lo consiguió una expedición japonesa, cuando el 10 de agosto T. Inoue y S. Ogata hicieron la cumbre a través de la arista oeste.

## Zona de conflicto
El conflicto de Siachen, es un conflicto militar entre la India y Pakistán sobre el glaciar de Siachen, región de Cachemira. Un alto el fuego entró en vigor en 2003. El área contenciosa es de alrededor de 2.300 km², y cerca de 2.600 km² de territorio.  El conflicto comenzó en 1984 con la India por el éxito de la operación Meghdoot durante el cual se obtuvo el control sobre todo el glaciar de Siachen -área desocupada y no demarcada-. La India ha establecido el control sobre la totalidad de los 70 kilómetros de largo del glaciar de Siachen y todos sus glaciares tributarios, así como los tres principales pasos de las montañas de Saltoro, inmediatamente al oeste de la glaciares Sia La, Bilafond La, y Gyong La. Pakistán controla los valles de los glaciares inmediatamente al oeste de las montañas de Saltoro. De acuerdo con la revista Time, India obtuvo más de 3.000 km² del territorio debido a sus operaciones militares en Siachen.